# 오스트리아 민족사회주의노동자당
독일 민족사회주의노동자당(Deutsche Nationalsozialistische Arbeiterpartei) 또는 오스트리아 나치당은 20세기 초 오스트리아에서 형성된 범독일주의 운동 및 정당이다.
1903년 오스트리아-헝가리령 보헤미아에서 독일 노동자당(Deutsche Arbeiterpartei, DAP)가 창당되면서 처음 구체화적인 형태를 갖추기 시작했다. 1918년 알프레트 프록쉬(Alfred Proksch) 등이 "독일 민족사회주의 노동자당"이라는 이름으로 재창당하였으며, 이 당이 작성한 민족사회주의 강령은 독일 나치당의 강령에 영향을 끼쳤다고 생각된다. 1933년 엥겔베르트 돌푸스 정부의 탄압으로 금지 및 해산되었다가, 1938년 독일이 오스트리아를 합병한 이후 독일 나치당의 일부로 들어갔다.

## 같이 보기
- 국가사회주의 독일 노동자당
- 오스트로파시즘
- 나치 독일 치하의 오스트리아